# Hrînenkî, Nemîriv
Hrînenkî (în ucraineană Гриненки) este o comună în raionul Nemîriv, regiunea Vinnița, Ucraina, formată numai din satul de reședință.

## Demografie
Componența lingvistică a satului Hrînenkî
     Ucraineană (98,26%)
     Rusă (1,08%)
     Alte limbi (0,22%)
Conform recensământului din 2001, majoritatea populației satului Hrînenkî era vorbitoare de ucraineană (98,26%), existând în minoritate și vorbitori de rusă (1,08%).